# Plopeni
Plopeni là một thị xã thuộc hạt Prahova, România. Dân số thời điểm năm 2002 là 9611 người.